# Ludwig Marcuse

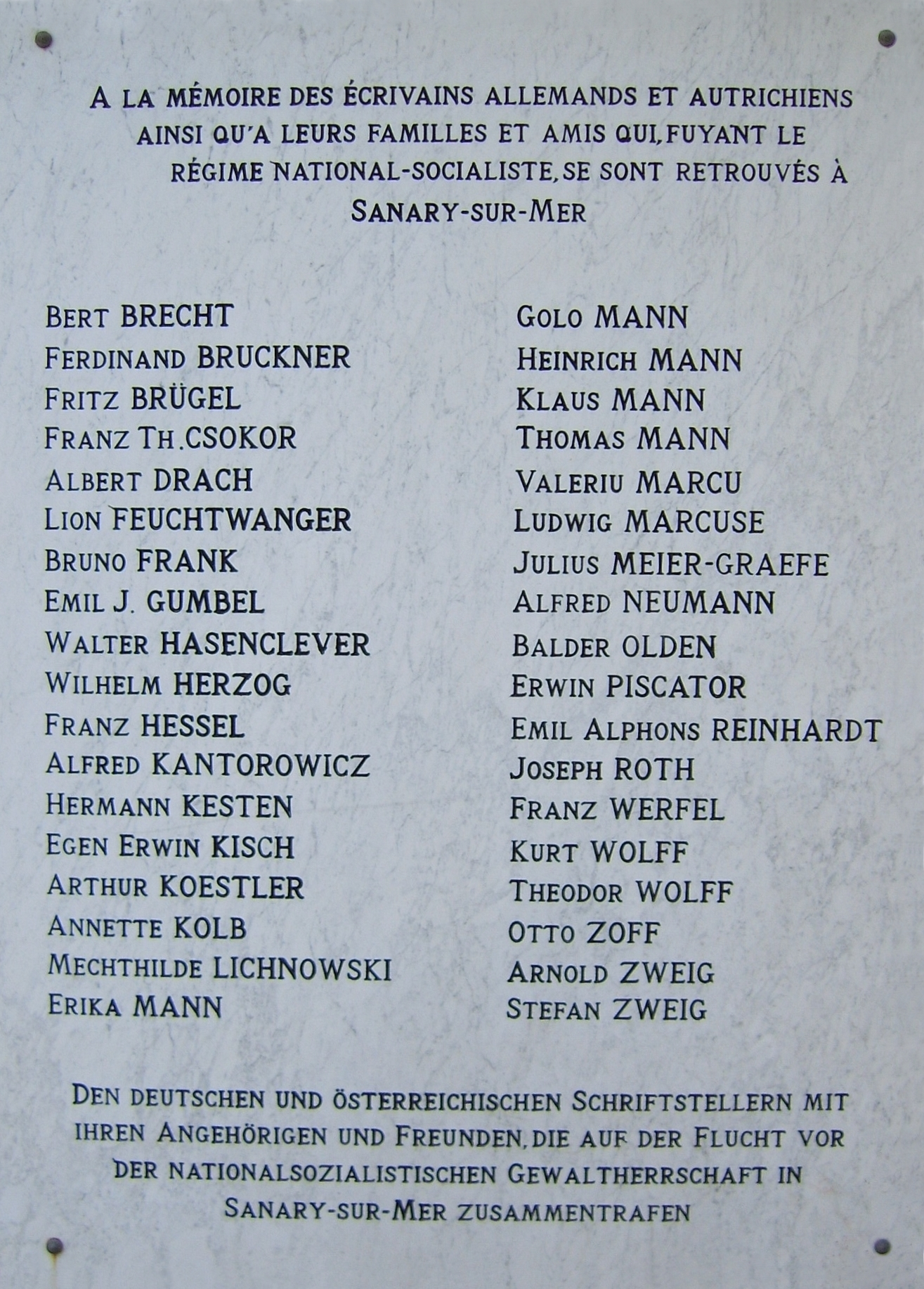
Gedenktafel für die deutschen und österreichischen Flüchtlinge in Sanary-sur-Mer, unter ihnen Ludwig Marcuse

Ludwig Marcuse (* 8. Februar 1894 in Berlin; † 2. August 1971 in Bad Wiessee) war ein deutscher Philosoph und Schriftsteller. Ab 1944 hatte er die amerikanische Staatsbürgerschaft.

## Leben
Dem jüdischen Großbürgertum entstammend, nahm Marcuse nach Beendigung der Schulzeit im Jahr 1913 ein Studium der Philosophie in seiner Heimatstadt auf. Später wechselte er nach Freiburg im Breisgau, um dort sein Studium auf dem Gebiet der Literatur fortzusetzen. Im Jahre 1917 promovierte er in Berlin bei Ernst Troeltsch mit einer Arbeit über Friedrich Nietzsche.
Nietzsche blieb ihm zeitlebens ein philosophischer Leitstern, dessen politische Instrumentalisierung er beklagte: „Nietzsche ist der größte Pechvogel der Philosophiegeschichte. Er wurde von Analphabeten nicht nur in ihr Deutsch übersetzt, sondern auch noch in ihre Wirklichkeit.“
Nach einer kurzen Assistententätigkeit bei Troeltsch war Marcuse als freier Schriftsteller und Theaterkritiker in Berlin, Königsberg und Frankfurt am Main tätig. Nach der Machtübernahme der Nationalsozialisten im Jahr 1933 sah er sich wegen seiner jüdischen Herkunft gezwungen, Deutschland zu verlassen. Bis 1939 lebte er – wie viele andere deutsche Intellektuelle – in Sanary-sur-Mer. Noch im selben Jahr gelang ihm, nach einem halbjährigen Aufenthalt in der Sowjetunion, die Flucht in die USA. Dort übernahm er eine Professur an der University of Southern California in Los Angeles, wo er deutsche Literatur und Philosophie lehrte. Er schrieb auch unter dem Pseudonym Heinz Raabe.
Nachdem die Nationalsozialisten ihn 1937 aus Deutschland ausgebürgert hatten (seine Werke waren in der Zeit von 1933 bis 1945 in Deutschland verboten), erhielt er 1944 die amerikanische Staatsbürgerschaft. Seine jüngere Schwester Edith wurde im Januar 1942 aus Berlin-Charlottenburg verschleppt, sie starb (Marcuse wörtlich: „verendete“) am 8. Mai 1945 im Alter von 48 Jahren. In Papieren aus dem Nachlass, der an Marcuse gelangt ist, hat sie die Alltagssituation von Juden beschrieben, die 1941 in Berlin lebten. Zusammen mit ihrer Mutter hatte Edith in einer kleinen Pension in Berlin-Charlottenburg gewohnt, bis ein Portier sie denunzierte. Die Mutter starb 1942 im Alter von 78 Jahren an Herzversagen.

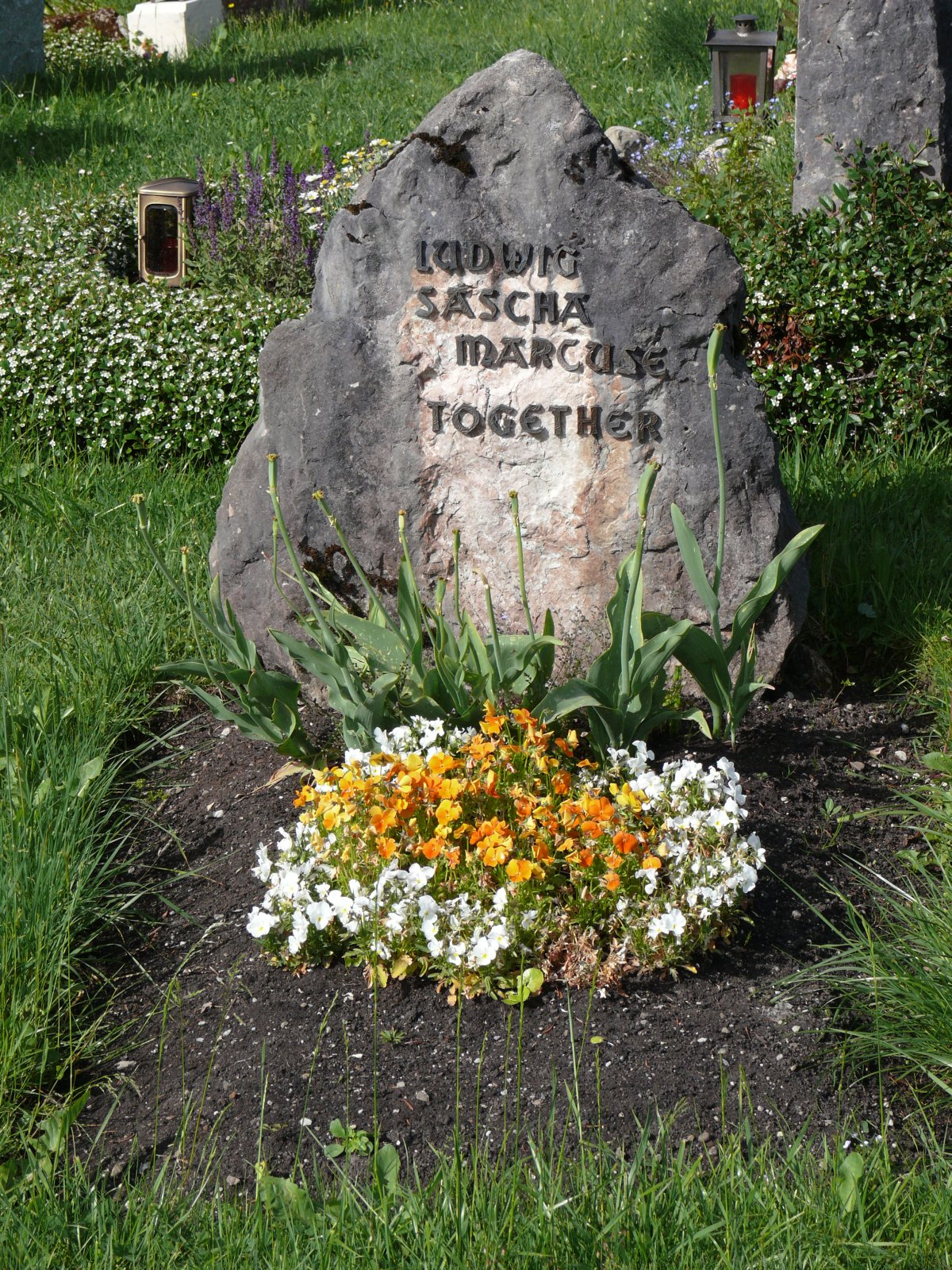
Grab von Ludwig Marcuse und seiner Ehefrau Erna, genannt Sascha, in Bad Wiessee

Nach dem Ende des Zweiten Weltkriegs hielt sich Marcuse zeitweilig in Deutschland auf, um sich Anfang der 60er Jahre in Bad Wiessee wieder dauerhaft niederzulassen. Hier starb er 1971 und wurde auf dem Bergfriedhof Bad Wiessee begraben. Seit 1957 war er Mitglied der Deutschen Akademie für Sprache und Dichtung.
Der „große, unbedankte Aufklärer der Deutschen“ (Hans Heinz Hahnl) verfasste neben seinen Büchern auch zahlreiche Theaterkritiken, Rezensionen und Kommentare zum Zeitgeschehen. Letzteres etwa für eine Radiosendung des Bayerischen Rundfunks in den frühen 60er Jahren.
In seinem literarischen Schaffen orientierte er sich hauptsächlich an den Schriftstellern des 19. Jahrhunderts sowie den Expressionisten des 20. Jahrhunderts. Daraus resultierten beispielsweise seine Publikationen über Ludwig Börne, Heinrich Heine, August Strindberg und Georg Büchner. Weiterhin veröffentlichte er zwei Autobiografien. Seine individualistische Philosophie ist in dem Buch von Karl-Heinz Hense Glück und Skepsis – Ludwig Marcuses Philosophie des Humanismus untersucht worden.

## Werke
- Die Individualität als Wert und die Philosophie Friedrich Nietzsches. Inaugural-Dissertation zur Erlangung der Doktorwürde genehmigt von der Philosophischen Fakultät der Friedrich-Wilhelms-Universität zu Berlin. Tag der Promotion: 4. Mai 1917. Referenten: Ernst Troeltsch und Alois Riehl. Eigenverlag, Berlin 1917
- Strindberg. Das Leben der tragischen Seele. Franz Schneider, Berlin/Leipzig 1920
  - Neuauflage bei Diogenes, Zürich 1989
- Gerhart Hauptmann und sein Werk (als Herausgeber). Franz Schneider, Berlin/Leipzig 1922
- Die Welt der Tragödie. Mit 12 Portraits: Shakespeare, Schiller, Kleist, Büchner, Grabbe, Hebbel, Ibsen, Hauptmann, Schnitzler, Wedekind, Shaw und Kaiser, Franz Schneider, Berlin/Leipzig 1923
  - Reprint ebenda 1977 und als Fischer-Taschenbuch (FiBü 6499), Frankfurt am Main 1985
- Weltliteratur der Gegenwart: Deutschland (als Herausgeber). 2 Bände, Franz Schneider, Berlin/Leipzig 1924
- Literaturgeschichte der Gegenwart (als Mit-Herausgeber). 2 Bände, Franz Schneider, Berlin/Leipzig 1925
- Revolutionär und Patriot. Das Leben Ludwig Börnes. Paul List, Leipzig 1929
  - Neuausgabe als: Ludwig Börne. Aus der Frühzeit der deutschen Demokratie. Peter, Rothenburg ob der Tauber 1968
    - aktuell bei Diogenes, ISBN 978-3-257-20259-5
- Heinrich Heine. Ein Leben zwischen Gestern und Morgen. Ernst Rowohlt, Berlin 1932
  - Neuausgabe als: Heinrich Heine. Melancholiker – Streiter in Marx – Epikureer. Peter, Rothenburg ob der Tauber 1970
    - aktuell bei Diogenes, ISBN 978-3-257-06505-3
- Ignatius von Loyola. Querido, Amsterdam 1935
  - Neuauflagen bei Rowohlt (rororo 185), Hamburg 1956 und Diogenes (detebe 20078), Zürich 1973
- Die Philosophie des Glücks. Von Hiob bis Freud. Europa, Wien/Zürich 1949 
  - aktuell bei Diogenes, ISBN 978-3-257-20021-8
- Der Philosoph und der Diktator. Plato und Dionys (engl. Originalausgabe: New York 1947). Lothar Blanvalet, Berlin 1950
- Pessimismus. Ein Stadium der Reife. Rowohlt, Hamburg 1953
  - Neuausgabe als: Unverlorene Illusionen: Szczesny, München 1965
    - Neu-Neuausgabe als: Philosophie des Un-Glücks: Diogenes, Zürich 1981
- Sigmund Freud. Sein Bild vom Menschen. Rowohlt (rde 14), Hamburg 1956
  - aktuell bei Diogenes, ISBN 978-3-257-20035-5
- Amerikanisches Philosophieren. Pragmatisten, Polytheisten, Tragiker. Rowohlt (rde 86), Hamburg 1959
- Heinrich Heine in Selbstzeugnissen und Bilddokumenten. Rowohlt (rm 41), Reinbek bei Hamburg 1960
- Mein zwanzigstes Jahrhundert. Auf dem Weg zu einer Autobiographie. Paul List, München 1960
  - aktuell bei Diogenes, ISBN 978-3-257-20192-5
- Obszön. Geschichte einer Entrüstung. Paul List, München 1962
  - aktuell bei Diogenes, ISBN 978-3-257-21158-0
- Das denkwürdige Leben des Richard Wagner. Szczesny, München 1963
  - aktuell bei Diogenes, ISBN 978-3-257-21085-9
- Aus den Papieren eines bejahrten Philosophie-Studenten. Paul List, München 1964
  - Neuausgabe als: Meine Geschichte der Philosophie. Diogenes, Zürich 1981
- Argumente und Rezepte. Ein Wörter-Buch für Zeitgenossen. Szczesny, München 1967
  - Neuausgabe als: Denken mit Ludwig Marcuse. Diogenes, Zürich 1984
- War ich ein Nazi? Politik – Anfechtung des Gewissens. Mit Beiträgen von Joachim Günther, Hans Egon Holthusen, Hans Hellmut Kirst, Rudolf Krämer-Badoni, Alexander Lernet-Holenia, Jens Rehn, Heinz Winfried Sabais, Hermann Stahl, Wolfgang Weyrauch. Und mit einer Anleitung für den Leser von Ludwig Marcuse (als Herausgeber). Rütten + Loening, München 1968
- Nachruf auf Ludwig Marcuse. Paul List, München 1969
  - aktuell bei Diogenes, ISBN 978-3-257-20193-2

Postum sind erschienen:
- Briefe von und an Ludwig Marcuse. Diogenes, Zürich 1975
- Ein Panorama europäischen Geistes. Texte aus drei Jahrtausenden (als Herausgeber). 3 Bände, Diogenes, Zürich 1975
- Essays, Porträts, Polemiken. Die besten Essays aus vier Jahrzehnten, herausgegeben von Harold von Hofe. Diogenes, Zürich 1979
- Das Märchen von der Sicherheit. Diogenes, Zürich 1981
- Wie alt kann Aktuelles sein? Literarische Porträts und Kritiken. Diogenes, Zürich 1989, ISBN 978-3-257-01825-7
- Feuilletons, Glossen und Miscellen. Hrsg. Robert Schmitt Scheubel, consassis.de, Berlin 2019, ISBN 978-3-937416-04-5.